# Campodorus
Campodorus is een geslacht van vliesvleugelige insecten uit de familie van de gewone sluipwespen (Ichneumonidae).  De wetenschappelijke naam van de soort werd voor het eerst geldig gepubliceerd door Arnold Förster (postuum) in 1869.
Campodorus is een soortenrijk Holarctisch geslacht. Het is moeilijk te onderscheiden van het verwante geslacht Mesoleius. Sommige soorten die oorspronkelijk tot Mesoleius werden gerekend zijn later bij Campodorus ingedeeld (daaronder een twintigtal soorten beschreven door Carl Gustaf Thomson: Campodorus laevipectus, C. humerellus, C. incidens, C. glyptus...)

## Soorten
- C. abietinus (Teunissen, 1945)
- C. aequabilis (Holmgren, 1876)
- C. agarcin Kasparyan, 2005
- C. aglaia (Teunissen, 1953)
- C. alaskensis (Ashmead, 1902)
- C. almaatensis Kasparyan, 2005
- C. alticola (Holmgren, 1857)
- C. amictus (Holmgren, 1857)
- C. aquilonaris (Walkley, 1958)
- C. arctor Kasparyan, 2006
- C. assiduus (Holmgren, 1876)
- C. astutus (Holmgren, 1876)
- C. atripes Kasparyan, 2006
- C. atrofemorator Kasparyan, 2006
- C. autumnalis (Woldstedt, 1874)
- C. barbator Kasparyan, 2006
- C. belokobylskii Kasparyan, 2005
- C. boreator Kasparyan, 2006
- C. bovei (Holmgren, 1880)
- C. caligatus (Gravenhorst, 1829)
- C. callidulus (Holmgren, 1857)
- C. ciliator Kasparyan, 2006
- C. ciliatus (Holmgren, 1857)
- C. circumspectus (Holmgren, 1876)
- C. clypealis (Thomson, 1894)
- C. clypeatus (Ashmead, 1902)
- C. commotus (Holmgren, 1876)
- C. contiguus (Roman, 1909)
- C. convexus (Davis, 1897)
- C. corrugatus (Holmgren, 1876)
- C. crassipes (Thomson, 1894)
- C. crassitarsis (Thomson, 1883)
- C. crassitarsus (Uchida, 1935)
- C. curtitarsis (Thomson, 1894)
- C. dauricus Kasparyan, 2005
- C. deletus (Thomson, 1894)
- C. difformis (Holmgren, 1876)
- C. dorsalis (Gravenhorst, 1829)
- C. efferus (Holmgren, 1876)
- C. elegans (Parfitt, 1882)
- C. elini Jussila, 1996
- C. epachthoides (Heinrich, 1952)
- C. euurae (Ashmead, 1890)
- C. exiguus (Holmgren, 1876)
- C. facialis (Brischke, 1878)
- C. fennicus (Jussila, 1965)
- C. flavescens Kasparyan, 2003
- C. flavicinctus (Gmelin, 1790)
- C. flavomaculatus Kasparyan, 2005
- C. formosus (Gravenhorst, 1829)
- C. fraudator (Holmgren, 1857)
- C. gallicator Kasparyan, 2006
- C. gallicus (Thomson, 1894)
- C. genator Kasparyan, 2006
- C. gilvilabris Townes, 1973
- C. glyptus (Thomson, 1894)
- C. gracilipes (Holmgren, 1857)
- C. haematodes (Gravenhorst, 1829)
- C. hamulus (Gravenhorst, 1829)
- C. holmgreni (Schmiedeknecht, 1924)
- C. humerellus (Thomson, 1893)
- C. hyperboreus (Holmgren, 1857)
- C. ignavus (Holmgren, 1857)
- C. immarginatus (Thomson, 1894)
- C. incidens (Thomson, 1894)
- C. infidus (Woldstedt, 1877)
- C. insularis (Ashmead, 1902)
- C. kukakensis (Ashmead, 1902)
- C. kunashiricus Kasparyan, 2003
- C. labytnangi Kasparyan, 2006
- C. laevipectus (Thomson, 1894)
- C. languidulus (Holmgren, 1857)
- C. latiscapus (Thomson, 1894)
- C. liosternus (Thomson, 1894)
- C. lituratus (Holmgren, 1857)
- C. lobatus (Thomson, 1894)
- C. longicaudatus Hinz, 1969
- C. longicornutus (Dalla Torre, 1901)
- C. lucidator Kasparyan, 2006
- C. luctuosus (Holmgren, 1857)
- C. maculicollis (Stephens, 1835)
- C. marginalis (Geoffroy, 1785)
- C. marginator Kasparyan, 2006
- C. mediosanguineus (Heinrich, 1950)
- C. melanogaster (Holmgren, 1857)
- C. melanopygus Kasparyan, 2006
- C. meridionalis (Holmgren, 1856)
- C. micropunctatus (Uchida, 1942)
- C. minutator Kasparyan, 2006
- C. mixtus (Holmgren, 1857)
- C. modestus (Holmgren, 1876)
- C. molestus (Holmgren, 1857)
- C. mollis (Gravenhorst, 1829)
- C. monticola (Holmgren, 1857)
- C. mordax Kasparyan, 2006
- C. nematicida (Horstmann, 1984)
- C. nigridens (Thomson, 1894)
- C. nigriventris Kasparyan, 2005
- C. nikandrovskii Kasparyan, 2006
- C. nubilis (Holmgren, 1857)
- C. obscurator Kasparyan, 2003
- C. obtusus (Holmgren, 1857)
- C. orientalis Kasparyan, 1998
- C. ornatus (Habermehl, 1925)
- C. patagiatus (Holmgren, 1876)
- C. pectinator Kasparyan, 2003
- C. pequenitor Kasparyan, 2006
- C. perspicuus (Holmgren, 1857)
- C. pervicax (Holmgren, 1876)
- C. picens (Davis, 1897)
- C. pictipes (Habermehl, 1923)
- C. pineti (Thomson, 1893)
- C. polaris Jussila, 1996
- C. riphaeus Kasparyan, 2005
- C. rubens (Teunissen, 1953)
- C. rubidus (Thomson, 1883)
- C. sakhalinator Kasparyan, 2006
- C. sanguinator Kasparyan, 2005
- C. savinskii Kasparyan, 2003
- C. scapularis (Stephens, 1835)
- C. semipunctus (Teunissen, 1945)
- C. sexcarinatus (Ashmead, 1902)
- C. signator (Roman, 1909)
- C. spurius (Holmgren, 1857)
- C. stenocerus (Thomson, 1893)
- C. subarctor Kasparyan, 2006
- C. subfasciatus (Holmgren, 1857)
- C. suomi Kasparyan, 2006
- C. suspicax (Holmgren, 1876)
- C. taigator Kasparyan, 2006
- C. tenebrosus (Roman, 1909)
- C. tenuitarsis (Thomson, 1894)
- C. thalia (Teunissen, 1953)
- C. torvus (Holmgren, 1876)
- C. transbaikalicus Kasparyan, 2005
- C. tristis (Holmgren, 1857)
- C. trochanteratus (Kriechbaumer, 1896)
- C. ucrainicus Kasparyan, 2005
- C. ultimus Jussila, 2006
- C. ussuriensis Kasparyan, 2005
- C. variegatus (Jurine, 1807)
- C. versutus (Holmgren, 1857)
- C. vestergreni (Roman, 1909)
- C. vicinus (Holmgren, 1857)
- C. viduus (Holmgren, 1857)
- C. vitosaensis (Gregor, 1933)
- C. yakutator Kasparyan, 2006